# Lygropia joashiria
Lygropia joashiria là một loài bướm đêm trong họ Crambidae.